# Morgan Karlsson
Hans Johan Morgan Karlsson, född 21 februari 1973 i Ljungby församling i Hallands län, är en svensk butiksarbetare och TV-personlighet. Han har deltagit som en huvudperson i tv-serierna Ullared och En stark resa med Morgan & Ola-Conny samt medverkat i mindre roller i andra TV-program, ofta även de dokusåpor.